# 霍伊特-歇爾美角街車站
霍伊特-歇爾美角街車站（英語：Hoyt–Schermerhorn Streets station）是美國紐約地鐵的快車地鐵站，服務IND跨城線和IND福爾頓街線，位於布魯克林下城霍伊特街和歇爾美角街交界，設有以下列車服務：
- A線、G線列車（任何時候停站）
- C線列車（任何時候停站（深夜除外））

## 車站結構
| G        | 街道                  | 出入口 |
| M        | 夾層                  | 閘機、車站詢問處 Elevator at northeast corner of Hoyt Street and Schermerhorn Street, inside 209 Schermerhorn Street. Note: Platforms are not accessible |
| P 月台層 | 北行福爾頓            | 無服務 |
| P 月台層 | 島式月台，不使用      | |
| P 月台層 | 北行福爾頓快速        | 往英伍德-207街（傑伊街-都會科技） · 往168街（傑伊街-都會科技）                                                                                           |
| P 月台層 | 島式月台，左/右側開門 | |
| P 月台層 | 南行跨城              | 往教堂大道（卑爾根街） |
| P 月台層 | 北行跨城              | 往法庭廣場（福爾頓街） |
| P 月台層 | 島式月台，左/右側開門 | |
| P 月台層 | 南行福爾頓快速        | 往勒弗茲林蔭路/遠洛克威/洛克威公園（諾斯特蘭大道（深夜除外）、拉法葉大道（深夜）） · 往尤克利德大道（拉法葉大道）                                        |
| P 月台層 | 島式月台，不使用      | |
| P 月台層 | 南行福爾頓            | 無服務 |

此寬閣的車站設有四個島式月台和六條軌道。每個月台長660英呎，而北至南整個車站大約寬143英呎。中央一對軌道屬於跨城線（G線）。向東在拉法葉大道下方通過；向西則轉向南，在史密斯街下方併入IND第六大道線成為IND卡爾弗線。由中央軌道算起的下一對軌道屬於福爾頓街線（A線和C線）。列車在這些軌道是左側開門，連接內側島式月台，而不是右側開門。向東C線列車分支往慢車軌道，然後所有四條軌道沿福爾頓街地下行走。向西快車軌道在傑伊街轉北，成為IND第八大道線。福爾頓街線和跨城線沒有軌道連接。
最外側的一對軌道：福爾頓街慢車軌道以及外側的兩個島式月台已經不作營運用途。向西軌道繼續在歇爾美角街下方前往已經退役、位於布魯克林高地的法庭街車站，現時為紐約交通博物館的館址。大部分月台層的天花板受水的破壞已經剝離。
受車站的寬度影響，車站南半部需要在歇爾美角街南側的私人土地下興建。車站夾層位於車站北半部和歇爾美角街下方，包括一個紐約市交通警察局，同時是紐約市交通警察交通30區總部所在地 以及若干紐約市公共運輸局辦公室所在地。

## 外部連結
- nycsubway.org—IND Fulton: Hoyt–Schermerhorn Street
- Station Reporter — A Lefferts
- Station Reporter — A Rockaway
- Station Reporter — C Train
- Station Reporter — G Train
- Abandoned Stations: Court St, and Hoyt-Schermerhorns Sts platforms （页面存档备份，存于）
- The Subway Nut — Hoyt–Schermerhorn Streets Pictures （页面存档备份，存于）
- Hoyt Street entrance from Google Maps Street View
- Bond Street entrance from Google Maps Street View
- Platforms from Google Maps Street View